# Alexandru Cihac
Alexandru Cihac (ur. 8 września 1825 w Jassach, zm. 29 lipca / 10 sierpnia 1887 w Moguncji) – rumuński filolog i językoznawca; członek honorowy Akademii Rumuńskiej. Zajmował się m.in. pochodzeniem języka rumuńskiego. Jest autorem pierwszego słownika etymologicznego tego języka. Na podstawie dominującej w jego słowniku liczby słów pochodzenia słowiańskiego zakwalifikował język rumuński do słowiańskiej rodziny językowej. 

## Twórczość
- Dictionnaire d'étymologie daco-romane, 2 tomy, Frankfurt: 1870–1879.